# Верхнеудинский 1-й казачий полк
1-й Верхнеу́динский полк Забайка́льского каза́чьего во́йска

## Формирование полка
В 1689 году Ф. А. Головиным был заключён с цинским Китаем Нерчинский договор, установивший границу России в Забайкалье. Бывшие с ним два добровольных полка сибирских казаков были определены на службу в Нерчинске, Селенгинске и Верхнеудинске как городовые команды.
Вновь утверждённым уставом о Сибирских городовых казаках из Нерчинской и части Верхнеудинской казачьих городовых команд 22 июля 1822 года был образован Забайкальский городовой казачий полк. Из оставшейся части верхнеудинских казаков была образована станичная команда.
Главной задачей полка была охрана государственной границы с Китаем и несение военной службы внутри страны. Также казаки командировались для охраны золотых приисков, сопровождения ссыльных, арестантов и почты.
17 (30) марта 1851 года было образовано Забайкальское казачье войско. На формирование 1-го Забайкальского казачьего полка были обращены Забайкальский городовой казачий полк и Верхнеудинская станичная команда.
6 мая 1872 года после реформы Забайкальского казачьего войска 1-й Забайкальский казачий полк был преобразован в Учебный конный дивизион Забайкальского казачьего войска, в военное время разворачиваемый в полк. 4 апреля 1878 года этот дивизион был переформирован в 1-й конный полк Забайкальского казачьего войска. 21 октября 1897 года полк был назван 1-м Верхнеудинским полком Забайкальского казачьего войска; в военное время установлено формировать со льготы 2-й и 3-й Верхнеудинские полки.

## Кампании полка
В XVIII и XIX веках полк нёс постоянную службу на китайской границе. По одному взводу на регулярной основе выделялись в состав конвоя русских миссий в Урге и Пекине. Во время Боксёрского восстания в Китае 6-я сотня полка находилась в составе гарнизона в Тяньцзине, кроме одного взвода, который находился в Пекине. Казаки с честью выдержали осаду боксёрами пекинских посольств и тяньцзиньских консульств. Остальные сотни действовали в Маньчжурии и участвовали в десанте на Инкоу.
В русско-японскую войну 1904—1905 гг. 4-я сотня полка приняла участие в обороне Порт-Артура; остальные сотни действовали в Корее и Маньчжурии.

Несли службу в Верхнеудинском полку
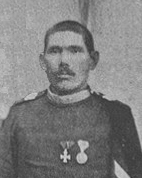
Семён Жаркой, полный Георгиевский кавалер.
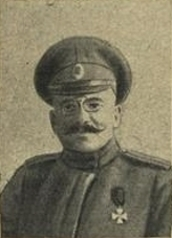
Феодосий Веселаго.

## Полные кавалеры знака ордена Святого Георгия[2]
1. фельдшер Михаил Алексеев
2. вахмистр Хрисанф Бородин
3. вахмистр Степан Булатецкий
4. прапорщик Афанасий Власьевский
5. старший урядник Семен Жаркой
6. прапорщик Захарий Корицкий
7. старший урядник Бадмажап-Цырен Очиров

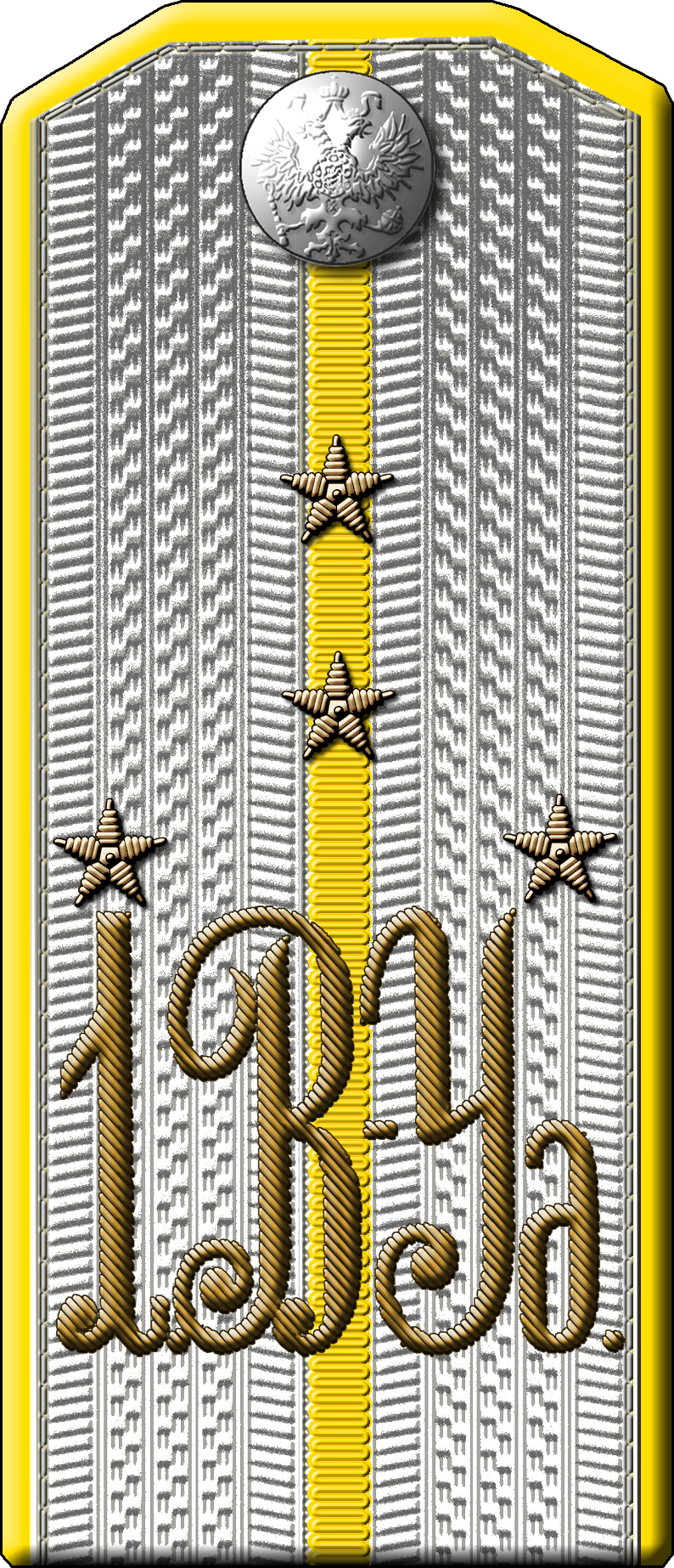
Погон: Подъесаул 1-го Верхнеудинского конного полка

8. вахмистр Федор Сюсин
9. подхорунжий Пантелей Телешов
10. подхорунжий Михаил Томашевский
11. сотник Андрей Чугуевский
12. зауряд-прапорщик Прокопий Чупров

## Знаки отличия
1. Полковое Георгиевское знамя с надписью «За отличие в войну с Японией в 1904 и 1905 годах», пожалованное 30 июля 1906 года.
2. Четыре Георгиевские серебряные трубы:
  - Две с надписью «За Порт-Артур в 1904 году» в 4-й сотне, пожалованы 8 июня 1907 года.
  - Две с надписью «За Тяньцзин и Пекин в 1900 году» в 6-й сотне, пожалованы 19 февраля 1903 года.
3. Знаки отличия на головные уборы: «За отличие против китайцев в 1900 году» в 4-й и 5-й сотнях, пожалованные 19 февраля 1903 года.
4. Одиночные белевые петлицы на воротнике и обшлагах мундиров нижних чинов, пожалованные 6 декабря 1908 года.